# Pilot Pen Tennis 2000 - Doppio
Il doppio del torneo di tennis Pilot Pen Tennis 2000, facente parte del WTA Tour 2000, ha avuto come vincitrici Julie Halard e Ai Sugiyama che hanno battuto in finale Virginia Ruano Pascual e Paola Suárez con il punteggio di 6–4, 5–7, 6–2.

## Teste di serie
1. Lisa Raymond /  Rennae Stubbs (semifinali)
2. Julie Halard /  Ai Sugiyama (campionesse)

1. Virginia Ruano /  Paola Suárez (finale)
2. Cara Black /  Elena Lichovceva (primo turno)

## Tabellone

### Legenda
| - Q = Qualificato - WC = Wild card - LL = Lucky loser | - ALT = Alternate - SE = Special Exempt - PR = Protected Ranking | - w/o = Walkover - r = Ritirato - d = Squalificato |